# Cryphimaea poliophasma
Cryphimaea poliophasma är en fjärilsart som beskrevs av Turner 1933. Cryphimaea poliophasma ingår i släktet Cryphimaea och familjen trågspinnare. Inga underarter finns listade i Catalogue of Life.